# Terratrèmol del Nepal de 1934
El Terratrèmol del Nepal de 1934 o Terratrèmol de Bihar-Nepal de 1934 va ser un dels pitjors terratrèmols en la història del Nepal i l'Índia. Les ciutats de Munger, Kathmandu i Muzaffarpur van ser completament destruïdes, a causa d'un terratrèmol de magnitud 8.2. Va tenir lloc el 15 de gener de 1934 a les 2:13 PM (I.S.T).

## Conseqüències
Tres municipis del Nepal—Kathmandu, Bhaktapur i Patan es van veure molt afectats i la pràctica totalitat dels edificis es van esfondrar. Es van obrir grans esquerdes al terra de la capital, Kathmandu, tot i que edificis històrics com el temple Pashupatinath, van quedar intactes.
El nombre total de morts registrats a Bihar fou de 7.253, que sumats als morts del Nepal va arribar a una xifra estimada d'entre 10.800 i 12.000.

## Reaccions
Mahatma Gandhi va visitar l'estat de Bihar. Va escriure que el terratrèmol era una retribució divina deguda a la impossibilitat de l'Índia d'erradicar els intocables hindis.